# Pieter Aldrich
Pieter Aldrich (* 7. September 1965 in Johannesburg) ist ein ehemaliger südafrikanischer Tennisspieler. 1990 stand er auf Rang eins der Doppel-Weltrangliste.

## Leben
Aldrich wurde 1987 Tennisprofi. Er war ein Doppelspezialist, der seine Erfolge ausschließlich an der Seite seines Landsmanns Danie Visser feierte. 1988 gewannen sie ihr erstes gemeinsames ATP Turnier in Charleston. Insgesamt gewannen sie zusammen neun Doppeltitel, darunter das ATP International Series Gold-Turnier von Stuttgart, weitere zehn Mal standen sie in einem Doppelfinale. Seinen einzigen Einzeltitel errang Visser 1990 beim Rasenturnier in Newport gegen den Australier Darren Cahill.  Seine höchste Notierung in der Tennis-Weltrangliste erreichte er 1988 mit Position 64 im Einzel, sowie 1990 mit Position eins im Doppel.
Sein bestes Einzelergebnis bei einem Grand-Slam-Turnier war das Erreichen der dritten Runde der US Open 1988 und 1989. In der Doppelkonkurrenz gewann er 1990 an der Seite von Danie Visser die US Open und die Australian Open, zudem standen beide in diesem Jahr im Finale von Wimbledon und im Viertelfinale der French Open.

## Erfolge
| Legende                           |
| Grand Slam (2)                    |
| Tennis Masters Cup                |
| ATP Masters Series                |
| ATP International Series Gold (1) |
| ATP International Series (6)      |
| ATP Challenger Tour (8)           |

### Einzel

#### Turniersiege

##### ATP Tour
| Nr. | Datum        | Turnier | Belag | Finalgegner   | Ergebnis      |
| --- | ------------ | ------- | ----- | ------------- | ------------- |
| 1.  | 9. Juli 1990 | Newport | Rasen | Darren Cahill | 7:6, 1:6, 6:1 |

##### Challenger Tour
| Nr. | Datum             | Turnier      | Belag     | Finalgegner    | Ergebnis      |
| --- | ----------------- | ------------ | --------- | -------------- | ------------- |
| 1.  | 7. Dezember 1987  | East London  | Hartplatz | Mark Keil      | 6:3, 6:2      |
| 2.  | 21. Dezember 1987 | Kapstadt     | Hartplatz | Mike Bauer     | 1:6, 6:4, 6:2 |
| 3.  | 28. März 1988     | Guadeloupe   | Hartplatz | Paul Wekesa    | 7:5, 7:6      |
| 4.  | 24. Juli 1989     | Johannesburg | Hartplatz | Wayne Ferreira | 6:3, 6:3      |

### Doppel

#### Turniersiege

##### ATP Tour
| Nr. | Datum              | Turnier         | Belag     | Partner      | Finalgegner                        | Ergebnis           |
| --- | ------------------ | --------------- | --------- | ------------ | ---------------------------------- | ------------------ |
| 1.  | 25. April 1988     | Charleston      | Sand      | Danie Visser | Jorge Lozano Todd Witsken          | 7:6, 6:3           |
| 2.  | 7. August 1989     | Indianapolis    | Hartplatz | Danie Visser | Peter Doohan Laurie Warder         | 7:6, 7:6           |
| 3.  | 25. September 1989 | San Francisco   | Teppich   | Danie Visser | Paul Annacone Christo van Rensburg | 6:4, 6:3           |
| 4.  | 23. Oktober 1989   | Frankfurt       | Teppich   | Danie Visser | Kevin Curren Eric Jelen            | 7:6, 6:7, 6:3      |
| 5.  | 15. Januar 1990    | Australian Open | Hartplatz | Danie Visser | Grant Connell Glenn Michibata      | 6:4, 4:6, 6:1, 6:4 |
| 6.  | 16. Juli 1990      | Stuttgart       | Sand      | Danie Visser | Per Henricsson Nicklas Utgren      | 6:3, 6:4           |
| 7.  | 27. August 1990    | US Open         | Hartplatz | Danie Visser | Paul Annacone David Wheaton        | 6:2, 7:6, 6:2      |
| 8.  | 8. Oktober 1990    | Berlin          | Teppich   | Danie Visser | Kevin Curren Patrick Galbraith     | 7:6, 7:6           |
| 9.  | 30. März 1992      | Johannesburg    | Hartplatz | Danie Visser | Wayne Ferreira Piet Norval         | 6:4, 6:4           |

##### Challenger Tour
| Nr. | Datum            | Turnier      | Belag     | Partner       | Finalgegner                  | Ergebnis      |
| --- | ---------------- | ------------ | --------- | ------------- | ---------------------------- | ------------- |
| 1.  | 6. Juli 1987     | Dublin       | Sand      | Warren Green  | Jason Goodall Peter Wright   | 6:7, 6:4, 6:4 |
| 2.  | 21. März 1988    | Martinique   | Hartplatz | Diego Nargiso | Todd Nelson Roger Smith      | 7:5, 4:6, 6:4 |
| 3.  | 24. Juli 1989    | Johannesburg | Hartplatz | Danie Visser  | David Adams Dean Botha       | 7:6, 6:4      |
| 4.  | 24. Februar 1992 | Indian Wells | Hartplatz | Danie Visser  | Mike Briggs Trevor Kronemann | 7:6, 2:6, 7:5 |

#### Finalteilnahmen
| Nr. | Datum           | Turnier                 | Belag         | Partner      | Finalgegner                      | Ergebnis      |
| --- | --------------- | ----------------------- | ------------- | ------------ | -------------------------------- | ------------- |
| 1.  | 8. Mai 1988     | Forest Hills            | Sand          | Danie Visser | Jorge Lozano Todd Witsken        | 3:6, 6:7      |
| 2.  | 12. Juni 1988   | Queen’s Club            | Rasen         | Danie Visser | Ken Flach Robert Seguso          | 2:6, 6:7      |
| 3.  | 31. Juli 1988   | Stratton Mountain (1)   | Hartplatz     | Danie Visser | Jorge Lozano Todd Witsken        | 3:6, 6:7      |
| 4.  | 15. Januar 1989 | Sydney (1)              | Hartplatz     | Danie Visser | Darren Cahill Wally Masur        | 4:6, 3:6      |
| 5.  | 6. August 1989  | Stratton Mountain (2)   | Hartplatz     | Danie Visser | Mark Kratzmann Wally Masur       | 3:6, 6:4, 6:7 |
| 6.  | 20. August 1989 | Cincinnati              | Hartplatz     | Danie Visser | Ken Flach Robert Seguso          | 4:6, 4:6      |
| 7.  | 14. Januar 1990 | Sydney (2)              | Hartplatz     | Danie Visser | Pat Cash Mark Kratzmann          | 4:6, 5:7      |
| 8.  | 8. Juli 1990    | Wimbledon Championships | Rasen         | Danie Visser | Rick Leach Jim Pugh              | 6:7, 6:7, 6:7 |
| 9.  | 9. Februar 1992 | San Francisco           | Hartplatz (i) | Danie Visser | Jim Grabb Richey Reneberg        | 4:6, 5:7      |
| 10. | 19. April 1992  | Nizza                   | Sand          | Danie Visser | Patrick Galbraith Scott Melville | 1:6, 6:3, 4:6 |